# TOKYO UNITE
TOKYO UNITE（トーキョーユナイト）は、東京都に本拠を置くスポーツチーム・団体によって2022年7月に結成された、共同プロジェクト。

## 概要
競技の枠を越えて団体同士が協力・連携し合い、新たな価値を生み出すことを目的として発足したプロジェクトで、発起人の一人である北島康介が競泳プロチーム・東京フロッグキングスを立ち上げる際に読売新聞社の関係者にアドバイスを求めたことがきっかけとなってこのプロジェクトの話が持ち上がり、2021年から各チーム・団体に声をかけて、14チーム・団体で発足した。北島は発足に辺り「東京がもっとエネルギーに満ちた街、子供たちがスポーツを楽しめる社会にしたい」と抱負を述べている。
プロジェクトの目的としては「相互に知見やノウハウを共有しあって、東京におけるスポーツの発展やブランディング向上を目指す」としており、具体的には
1. 運営の知見の共有や共同での情報発信・プロモーション、コラボレーション展開など相互マーケティングの実施
2. 観戦グッズやアパレルなどの共同開発・販売
3. スポーツを通じての社会課題の解決や子供たちへの支援などの社会貢献

を3本柱としている。このうち社会貢献については、経済的な事情でスポーツができない子供たちにスポーツシューズを届けるため、クラウドファンディングやチャリティーオークションを行う「#your_shoes」を実施、グッズ販売についても2023年3月に開業予定の東京ミッドタウン八重洲に公式ライフスタイルショップを出店する。
また、今後参画チーム・団体についても増える可能性があるとしている。

## 参画チーム・団体
| 競技             | 所属リーグ                                                        | チーム・団体名                 | 本拠地                                                |
| ---------------- | ----------------------------------------------------------------- | ------------------------------ | ----------------------------------------------------- |
| 野球             | 日本野球機構 （セントラル・リーグ）                               | 読売ジャイアンツ               | 東京ドーム（文京区）                                  |
| 野球             | 日本野球機構 （セントラル・リーグ）                               | 東京ヤクルトスワローズ         | 明治神宮野球場（渋谷区）                              |
| 野球             | 関東女子硬式野球連盟 （ヴィーナスリーグ）                         | 読売ジャイアンツ女子チーム     | HT：東京都(練習場は二軍球場または府中・調布など)      |
| サッカー         | 日本プロサッカーリーグ （Jリーグ）                                | FC東京                         | 味の素スタジアム（調布市）                            |
| サッカー         | 日本プロサッカーリーグ （Jリーグ）                                | 東京ヴェルディ1969             | 味の素スタジアム（調布市）                            |
| サッカー         | 日本プロサッカーリーグ （Jリーグ）                                | FC町田ゼルビア                 | 町田GIONスタジアム（町田市）                          |
| サッカー         | 日本女子プロサッカーリーグ （WEリーグ）                           | 日テレ・東京ヴェルディベレーザ | 味の素フィールド西が丘（北区）                        |
| バスケットボール | ジャパン・プロフェッショナル・バスケットボールリーグ （B.LEAGUE） | アルバルク東京                 | 国立代々木競技場第一体育館（渋谷区）                  |
| バスケットボール | ジャパン・プロフェッショナル・バスケットボールリーグ （B.LEAGUE） | サンロッカーズ渋谷             | 青山学院記念館（渋谷区）                              |
| ラグビーユニオン | ジャパンラグビーリーグワン                                        | 東京サントリーサンゴリアス     | 秩父宮ラグビー場（渋谷区）                            |
| ラグビーユニオン | ジャパンラグビーリーグワン                                        | 東芝ブレイブルーパス東京       | 味の素スタジアム（調布市）                            |
| ラグビーユニオン | ジャパンラグビーリーグワン                                        | リコーブラックラムズ東京       | 駒沢オリンピック公園陸上競技場（世田谷区）            |
| 卓球             | Tリーグ                                                           | 木下マイスター東京             |                                                       |
| 競泳             | インターナショナル・スイミング・リーグ                            | 東京フロッグキングス           |                                                       |
| 相撲             | 大相撲本場所                                                      | 日本相撲協会                   | 両国国技館（墨田区）                                  |
| ハンドボール     | 日本ハンドボールリーグ （リーグH）                                | ジークスター東京               | ひがしんアリーナ（墨田区） アリーナ立川立飛（立川市） |